# Girl Happy (album)
Girl Happy er en LP-plade med Elvis Presley, udsendt på RCA med nummeret RCA LSP-LPM-3338. (LSP og LPM angiver, hvorvidt der er tale om hhv. stereo- eller monoudgaven, og begge var så efterfulgt af løbenummeret 3338).
Albummet rummer soundtracket fra Presley-filmen Girl Happy og kom på gaden i april 1965, samtidig med premieren på filmen. Alle sangene er indspillet hos Radio Recorders i Hollywood i tidsrummet 10. – 15. juni 1964, dog undtaget den såkaldte 'bonussang', "You'll Be Gone", som ikke var med i filmen. Denne blev indspillet i RCA Studio B i Nashville den 18. marts 1962.

## Personerne bag albummet
Folkene bag LP'en er:
- Elvis Presley, sang
- Scotty Moore, guitar
- Tiny Timbrell, guitar
- Harold Bradley, guitar (kun på "You'll Be Gone")
- Grady Martin, guitar (kun på "You'll Be Gone")
- Floyd Cramer, klaver
- Dudley Brooks, klaver
- Bob Moore, bas
- Ray Siegel, bas
- D.J. Fontana, trommer
- Murray 'Buddy' Harman, trommer
- Hal Blaine, trommer
- Frank Carlson, trommer
- Homer "Boots" Randolph, saxofon
- The Jordanaires, kor
- The Carole Lombard Trio, kor
- Millie Kirkham, kor (kun på "You'll Be Gone")
- The Jubilee Four, kor

## Sangene
LP'en indeholdt følgende 12 sange:

### Side 1
- "Girl Happy" (Doc Pomus, Norman Meade)
- "Spring Fever" (Bernie Baum, Bill Giant, Florence Kaye)
- "Fort Lauderdale Chamber Of Commerce" (Roy C. Bennett, Sid Tepper)
- "Startin' Tonight" (Lenore Rosenblatt, Victor Millrose)
- "Wolf Call" (Bernie Baum, Bill Giant, Florence Kaye)
- "Do Not Disturb" (Bernie Baum, Bill Giant, Florence Kaye)

### Side 2
- "Cross My Heart And Hope To Die" (Ben Weisman, Sid Wayne)
- "Meanest Girl In Town" (Joy Byers)
- "Do The Clam" (Ben Weisman, Dolores Fuller, Sid Wayne)
- "Puppet On A String" (Roy C. Bennett, Sid Tepper)
- "I've Got To Find My Baby" (Joy Byers)
- "You'll Be Gone" (Elvis Presley, Charlie Hodge, Red West) – 'bonussang'

Ved en teknisk fejl blev filmens melodier optaget med en anelse forkert hastighed på båndmaskinen, så Elvis' stemme er lidt lysere end den faktisk var på det tidspunkt. RCA valgte at fastholde den forkerte hastighed, som er mest iørefaldende på titelnummeret "Girl Happy". RCA rettede dog fejlen senere hen, da man i 1990 udsendte den korrekte version på CD'en Collectors Gold From The Movie Years.
"Meanest Girl In Town" af Joy Byers var ikke skrevet til filmen men blev oprindeligt indspillet med titlen "Yeah, She's Evil!" af Bill Haley & His Comets.
'Bonussangen' på LP'en, "You'll Be Gone", er bemærkelsesværdig fordi Elvis Presley var medforfatter på sangen. I modsætning til mange andre sange, hvor Elvis blev krediteret som medforfatter af handelstekniske årsager, er dette en af de meget få, hvor han reelt tog del i skabelsesprocessen. Elvis og Red West arbejdede på sangen igennem et helt år, hvor de gang på gang ændrede på tekst og melodi. Sangen baserede de oprindeligt på Cole Porters "Begin The Beguine", men droppede dette, da det mislykkedes at få tilladelse til at bruge dele af denne.